# Simone Simons
Simone Johanna Maria Simons (Hoensbroek, 17 de janeiro de 1985) é uma cantora e compositora holandesa. Ela é mais conhecida por ser a vocalista da banda de metal sinfônico Epica, onde ingressou com apenas 17 anos, lançando a partir daí sete álbuns de estúdio com o grupo e excursionando pelo mundo. Em sua carreira de cantora, ela também colaborou com bandas como Kamelot, Leaves' Eyes, Primal Fear, Ayreon, Timo Tolkki's Avalon, Angra, Nightwish entre outras.

## Formação musical
Simone J. Maria Simons iniciou seus estudos musicais ainda na infância, aos dez anos de idade, quando passou a assistir aulas regulares de flauta, instrumento musical que pratica até os dias de hoje. Algum tempo após, passou a frequentar aulas também de canto popular, estudando o repertório vocal jazzístico.
Em 2000, aos quinze, ouviu pela primeira vez a banda de metal sinfônico finlandesa Nightwish, mais especificamente seu álbum Oceanborn, apaixonando-se pela voz da cantora lírica Tarja Turunen. Destarte, a fim de se aprimorar ainda mais como intérprete, começou a se dedicar ao estudo do canto lírico. A tradição coral também se fez chave-mestra na formação musical de Simone. Em 2002, integrou o elenco, como coralista, de um grupo coral holandês, onde manteve ainda mais contato com o repertório erudito vocal.

## História profissional
Em 2002, conheceu o compositor, arranjador, orquestrador, cantor e instrumentista neerlandês Mark Jansen - fundador e então um dos compositores, vocalistas de metal extremo, guitarristas e letristas da banda de metal sinfônico dos Países Baixos After Forever  de quem tornou-se amiga e com quem, mais tarde, envolveu em um relacionamento amoroso.
Em 2002, Jansen desligou-se do After Forever, fundando um novo projeto musical, a saber, a banda de metal sinfônico Epica, então chamada Sahara Dust; não obstante, relutante, não chamou Simone para assumir os vocais líricos do grupo - uma vez que ela, ainda que também fosse cantora lírica, ainda contava apenas dezessete anos de idade, demasiado jovem para assumir tamanha responsabilidade, consoante a opinião do musicista. Ao contrário, convidou a cantora lírica, compositora e letrista norueguesa Helena Michaelsen (ex-vocalista da banda de metal sinfônico da Noruega Trail of Tears) para integrar o elenco como vocalista feminina.

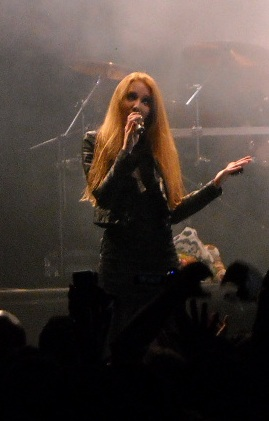
Simone Simons durante um concerto no Rio de Janeiro em 2012.

Foi tão-somente no início de 2003, com a saída de Michaelsen, que Simone Simons, diante do convite de Mark Jansen, não recusou e elevou-se à posição de vocalista do Sahara Dust. Naquele mesmo ano, a banda, que havia acabado de mudar seu nome para Epica, lançou sua primeira demo e seu primeiro álbum de estúdio - respectivamente chamados Cry for the Moon e The Phantom Agony - e Simone Simons entrou para o mercado fonográfico.
Simone Simons, ao longo de seus primeiros cinco anos ao lado do Epica, já lançou doze álbuns fonográficos (uma média de um disco a cada cinco meses), a saber: os álbuns de estúdio The Phantom Agony, de 2003, Consign to Oblivion, de 2005, The Score - An Epic Journey, de 2005, e The Divine Conspiracy, de 2007; os compactos "The Phantom Agony", de 2003, "Feint" e "Cry for the Moon", ambos de 2004, "Solitary Ground" e "Quietus (Silent Reverie)", os dois de 2005, "Never Enough", de 2007, e "Chasing the Dragon", de 2008; e o DVD We Will Take You with Us, de 2004.
O Epica já se apresentou em concertos ao redor do mundo todo, dentre os quais, quanto às turnês européias, destacam-se os importantes festivais Lowlands, Metal Female Voices Fest, M'era Luna e Wacken Open Air.
Em 14 de Junho de 2008, em um concerto no Miskolc Ice Hall, na Hungria, Simone Simons interpretou peças musicais do repertório erudito, de compositores clássicos como Mozart, Verdi, Vivaldi, Dvořák, Grieg, Carl Orff e Prokofiev, além de canções de sua própria banda (reescritas especialmente para o evento), ao lado do Epica e de uma orquestra sinfônica e um grupo coral húngaros. No mesmo ano, participou do sétimo álbum do Ayreon, 01011001, na faixa "Web of Lies".
Em 16 de Outubro de 2009 foi lançado o álbum da banda, intitulado Design Your Universe, no qual debutou no Top em #8 no Top 100 na Países Baixos, em #27 na Áustria, em #31 na França, e #37 na Alemanha. e em 29 de Março de 2012 seu novo álbum Requiem for the Indifferent.
Em 17 de novembro de 2014, a banda brasileira de power metal Angra anunciou que ela faria uma participação especial na faixa-título do oitavo disco de estúdio deles, Secret Garden. Em 2016, ela foi escalada para participar do novo álbum do Ayreon, The Source, e foi chamada novamente em 2020 para o disco seguinte, Transitus.

## Vida pessoal
Em Janeiro de 2008, Simone sofreu de MRSA, o que obrigou a banda cancelar muitos de seus shows. Em Fevereiro, sua condição melhorou, mas ela não se recuperou completamente. Em Março, Epica entrou em turnê nos Estados Unidos com a cantora Amanda Somerville, substituindo Simons até 11 de Maio de 2008, quando Simone retornou novamente para o show em Dordrecht.
Perguntada sobre sua aparência como um dos fatores que atraem a atenção para Epica, Simons disse: "Primeiro, o mais importante é o som da banda, porque a beleza desaparecerá um dia, e espero que a minha voz não [risos]... Mas, sim, você tem dois aspectos da banda - a música (os CDs) e, em seguida, o lado ao vivo dela (o show), e parte do show também é que tem que parecer legal, então eu cuido bem de mim mesma, asseguro-me de que os fãs tenham algo para ver durante o show."
Entre suas inspirações, Simons citou bandas de metal como Lacuna Coil, Nightwish, Therion, Within Temptation, Tristania, Kamelot, Dimmu Borgir, Tiamat, músicas clássicas como Mozart etc. Ao apreciar tatuagens em outras pessoas, Simone disse que nunca vai conseguir uma.
Em Dezembro de 2013, Simons anunciou em seu blog que tinha se casado com seu parceiro de longa data, Oliver Palotai (tecladista da banda Kamelot), com quem tem um filho chamado Vincent Georg Palotai, nascido em 2 de Outubro de 2013.
Simons possui um blog chamado "SmoonStyle", onde escreve sobre sua moda, maquiagem, comida e experiências que ela tem como membro do Epica, bem como em sua vida pessoal.
Ela fala fluente holandês, alemão e inglês, e entende francês e espanhol.